# Garde Académique

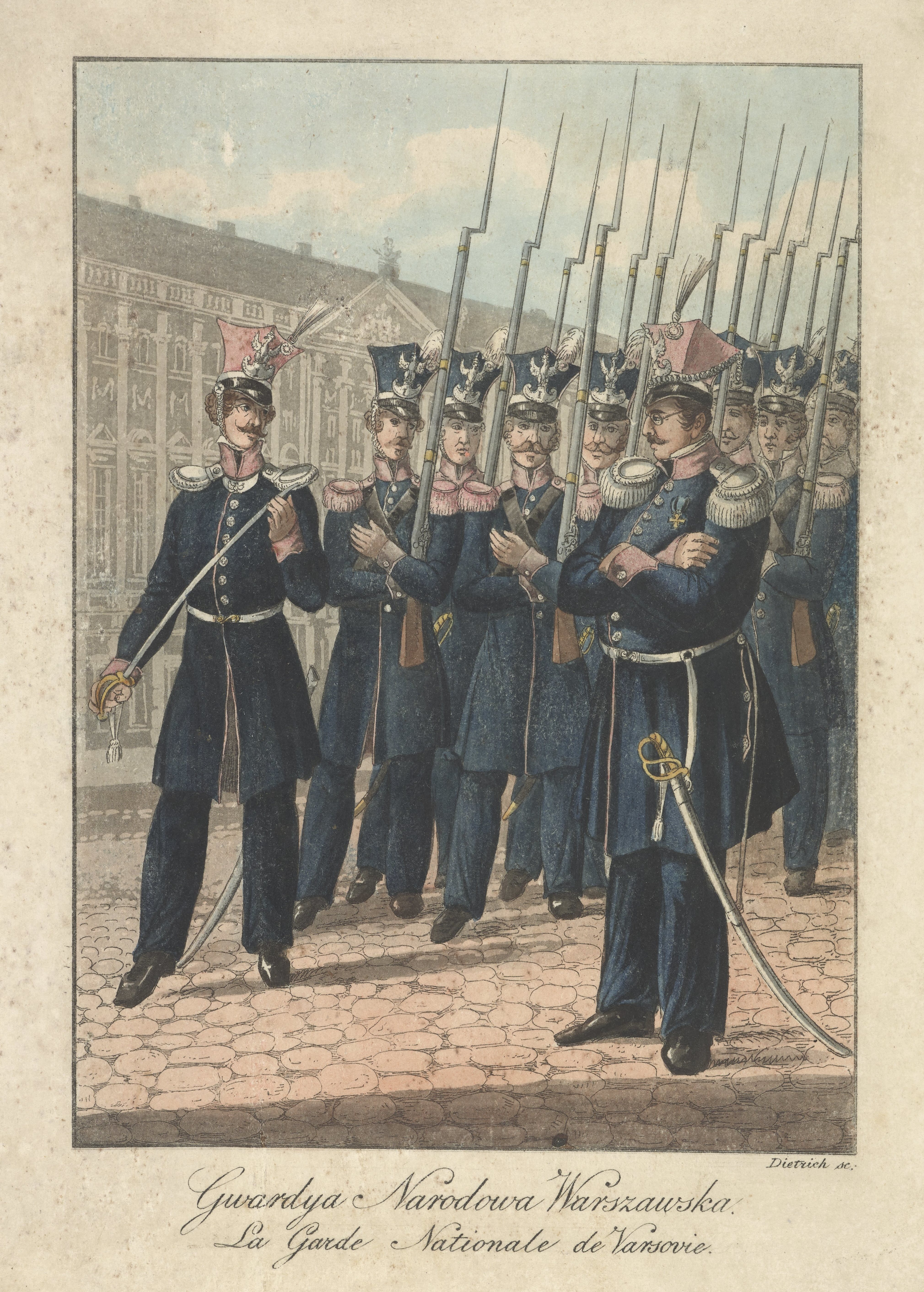
La Garde Académique en 1831

La Garde Académique ou Garde d'Honneur (Gwardia Akademicka ou Gwardia Honorowa en polonais) est une formation paramilitaire des étudiants de l'Université de Varsovie au service de la protection des autorités de l'Insurrection de novembre 1830. Elle est formée le 1er décembre 1830 par le professeur de l'Université de Varsovie Krystyn Lach Szyrma et est liquidée par le général Jan Zygmunt Skrzynecki le 26 février 1831.
Elle recrutait des étudiants et des diplômés qui pour nombre d'entre eux étaient auparavant impliqués dans des activités souterraines. La tâche principale de la Garde Académique était de protéger le dictateur Józef Chłopicki et les points stratégiques de la capitale. La Garde Académique a également joué un rôle politique important, engageant initialement des activités dirigées contre certains des représentants éminents de la Société patriotique (ou Club Patriotic). Une manifestation spectaculaire fut une tentative de lynchage contre Maurycy Mochnacki. La Garde incarne dans les débuts les vues conservatrices du prince Adam Jerzy Czartoryski, membre du Conseil d'administration. En plus de ses tâches de protection, la Garde Académique s'occupe des activités policières et de contre-espionnage. Avec le temps, les activités de la Garde se retournent contre leurs dirigeants et fondateurs: le prince Czartoryski et le général Chłopicki sont écartés, accusés de lenteur face à l'ennemi, et l'ancien chef et fondateur de la Garde, le professeur et colonel Lach Szyrma, est remplacé par le lieutenant-colonel Piotr Łagowski. Ainsi les intrications politiques conduisent à sa marginalisation et à son remplacement par d'autres unités : la Garde nationale de Varsovie et les Krakus, unités de cavalerie légère. La Garde restante prend part à la bataille d'Olszynka Grochowska. Après sa dissolution le 26 février 1831, les vétérans sont dirigés vers d'autres unités militaires. La Garde Académique contribue grandement, en tant que co-organisatrice des célébrations en l'honneur des décembristes le 25 janvier 1831, à une poussée d'actes antisémites et à la résolution (pl) de la Sejm du royaume du Congrès du 25 janvier 1835: le tsar de Russie Nicolas Ier est privé du trône polonais et de la dignité de roi de Pologne.
On doit à la Garde la publication de huit numéros du Journal de la Garde d'Honneur („Dziennika Gwardii Honorowej”) ainsi qu'un livret de chansons.

## Commandants de la Garde
- Colonel Krystyn Lach Szyrma (1er décembre 1830 - 2 janvier 1831)
- Lieutenant-colonel Piotr Łagowski (pl) (9 janvier 1831 - 2 février 1831)
- Commandant Gabriel Siemoński (pl) (de la compagnie du général Michał Gedeon Radziwiłł) - jusqu'au 26 février 1831.

## Aumônier
- Mgr Ignacy Szyndlarski

## Structure
- 1830 : 15 compagnies de 55 gardes chacune.
- 1831 : 8 compagnies à pied, 1 compagnie de cavalerie. Effectif : 800 hommes ; 270 sous-officiers.

## Uniforme et emblème
- Bannière de la Garde: Bannière de l'Université de Varsovie
- Uniformes: uniforme d'étudiant de l'Université de Varsovie (Université Royale-Alexandre)

## Sources
- Dzieje Uniwersytetu Warszawskiego 1807-1915, pod redakcją Stefana Kieniewicza, Warszawa 1981.
- Chojnacki Władysław, Dąbrowski Jan, Krystyn Lach Szyra. Syn Ziemi Mazurskiej, Olsztyn 1971.
- H. Kajsiewicz, Pieśń akademicka, „Bard Oswobodzonej Polski”. T. 1: 1830, nr 8, s. 123–125, także w: tenże, Sonety i inne…, s. 85–86.